# Murowane (przystanek kolejowy)
Murowane (ukr. Муроване, ros. Мурованое) – przystanek kolejowy w pobliżu miejscowości Murowane (hist. Żabcze Murowane), w rejonie szeptyckim, w obwodzie lwowskim, na Ukrainie. Leży na linii Rawa Ruska – Czerwonogród.
Do 2024 w rejonie czerwonogrodzkim.